# Lutz Graf
Lutz Graf (* 23. August 1953 in Magdeburg; † 1. Februar 2025 in Rostock) war ein deutscher Schauspiel- und Musiktheaterregisseur.

## Leben
Nach dem Studium der Germanistik, Kulturwissenschaften und Theaterwissenschaft an der Universität Leipzig und einer Aspirantur bei Horst Schönemann am Staatsschauspiel in Dresden begann er seine Karriere 1981 am Theater der Jungen Generation in Dresden, später ging er für eine Spielzeit an das Theater der Stadt Plauen, um schließlich 1987 die Schauspieldirektion am Theater Nordhausen zu übernehmen. Dort fiel er durch seine Klassikerinszenierungen ebenso auf, wie durch politisch riskante Bemühungen um die wichtigen Autoren der DDR-Dramatik. Überregionale Bedeutung erlangten dabei die DDR-Erstaufführung von Heiner Müllers Text „Bildbeschreibung“, eine Montage aus Texten Heiner Müllers „Wo ist der Morgen, den wir gestern sahen“ und das Doppelprojekt „Transit Europa“ von Volker Braun und „Passage“ von Christoph Hein. Außerdem debütierten in Nordhausen unter Lutz Grafs Leitung bedeutende Regisseure wie Armin Petras und Konstanze Lauterbach. Nach erheblichen Problemen und Auseinandersetzungen mit der Bezirksleitung der SED in Erfurt legte Lutz Graf sein Amt im Sommer 1989 nieder und arbeitete fortan freischaffend unter anderem am Schauspielhaus Leipzig. 
Seit dem Frühjahr 1989 engagierte er sich in der Leipziger Bürgerbewegung. Er gehörte dem Koordinationskomitee der Montagsdemonstrationen und dem Runden Tisch für den Bezirk Leipzig an. Außerdem schrieb er eine regelmäßige Kolumne für die erste unabhängige Wochenzeitung der DDR „Die andere Zeitung“. Vom Sommer 1990 an gehörte Lutz Graf neben Konstanze Lauterbach und Dietrich Kunze zu den drei Regisseuren, die in Leipzig den künstlerischen Neuanfang mit einem der größten Schauspielensembles der ehemaligen DDR wagten. Die Kritikerin und Jurorin des Berliner Theatertreffens Erika Stephan schrieb über diese Zeit:

„Graf ist der Philosoph in der Leipziger Regie-Runde. Seine Inspiration holt er sich eher bei Foucault oder Elias als in der Literaturwissenschaft. 
Wie produktiv dies Verfahren sein kann bewies er mit seiner Inszenierung von Georg Seidels „Villa Jugend“ am Dresdener Staatsschauspiel. Der geistige backround der Figuren beschränkte sich nicht auf die Endzeitstimmung der DDR, er problematisierte das Lebensgefühl der Moderne. Sein Leipziger „Nathan“ beeindruckt durch düstere, schlüssige Bilder, durch ein Ensemble von Präsenz.“

Für diese Inszenierung, die auch vom ZDF aufgezeichnet wurde, erhielt Lutz Graf den Förderpreis zum 1993 erstmals vergebenen Lessingpreis des Freistaates Sachsen. 
1995 wurde Lutz Graf als fester Regisseur an das Grazer Schauspiel unter der Direktion von Marc Günther engagiert. Als Gast arbeitete er während der Intendanz von Gerhard Brunner auch an der Grazer Oper. Dort entstanden innerhalb weniger Jahre etwa 20 Inszenierungen in beiden Häusern. Dies waren unter anderem: Schnitzlers „Professor Bernhardi“, Alban Bergs „Wozzeck“, Tschechows „Onkel Wanja“, Mozarts „Così fan tutte“ und Wagners „Tristan und Isolde“, für die der spätere Oscar-Preisträger Yip Kam Tim („Tiger and Dragon“) die Kostüme entwarf. Mit „Così fan tutte“ absolvierte das Ensemble der Grazer Oper ein Gastspiel in Singapur.
Anfang 2000 kehrte Lutz Graf nach Deutschland zurück und lebt seitdem in München als freier Regisseur, Dramaturg und Autor. Seine wichtigsten Arbeiten entstanden für die Wiener Festwochen – die Uraufführung von Christian Ofenbauers „SzenePenthesileaEinTraum“ im Theater an der Wien mit Ulf Schirmer am Pult, die Staatsoperette Dresden, das neue theater Halle und das Volkstheater Rostock. Über das Projekt Heiner Müller Bruchstücke – eine Koproduktion des Volkstheaters Rostock mit der Hochschule für Musik und Theater – schrieb der Kritiker Thomas Irmer:

„...diese Collage ist Weltall mit kleiner ironischer DDR-Depression, dabei der Mensch heute ein kleistscher Findling. (...) Unter Lutz Graf war da eine Mannschaft am Werk, bei der man sich fragt, was die jetzt machen, diese noch einmal so groß herausgeforderten Schauspieler und dieser in Leipzig so wichtige und in Graz so viel beachtete Regisseur.“

Lutz Graf übersetzte Tschechows Platonow neu aus dem Russischen und setzte das Stück für das Neue Theater in Halle in Szene. Zu seinen literarischen Arbeiten gehören das Originallibretto Wache für den österreichischen Komponisten Christian Ofenbauer und der Roman Übermalungdaniel.
Insgesamt inszenierte Graf 123 Produktionen für Schauspiel und Musiktheater. Im Herbst 2008 gründete er mit dem Regisseur Volker Metzler in Dresden die Aus- und Weiterbildungsstätte werkstatt.Dramaten. Ein Jahr später trennte er sich inhaltlich und organisatorisch von der Gruppe DRAMATEN und rief die Aus- und Weiterbildungsstätte Schauwerk Dresden Hellerau ins Leben.

## Inszenierungen
Theater Nordhausen
- Heiner Müller – Bildbeschreibung
- Volker Braun – Transit Europa
- Christoph Hein – Passage
- Calderon – Leben ist Traum
- Schiller – Maria Stuart

Schauspielhaus Graz
- Shakespeare – Richard III.
- Tschechow – Onkel Wanja
- Horvath – Geschichten aus dem Wiener Wald
- Schnitzler – Professor Bernhardi

Schauspielhaus Leipzig
- Lessing: - Nathan
- Shakespeare – Wintermärchen
- Goethe – Iphigenie auf Tauris
- Kleist – Der Zerbrochene Krug

andere Theater
- Tabori – Mein Kampf / Staatsschauspiel Dresden
- Georg Seidel – Villa Jugend / Dresden, Bonner Biennale
- Shakespeare – Verlorene Liebesmüh /  Prinzregententheater München
- Kleist – Michael Kohlhaas / Volkstheater Rostock
- Tschechow – Platonow / Neues Theater Halle
- Marivaux – Spiel von Liebe und Zufall / Schwetzinger Festspiele

Oper Graz
- Mozart – Così fan tutte
- Berg – Wozzeck
- Beethoven – Fidelio
- Wagner – Tristan und Isolde
- Lehár – Die lustige Witwe

andere Musiktheater
- Ofenbauer – SzenePhentesileaEinTraum / Wiener Festwochen, Theater an der Wien
- Johann Strauß – Carneval in Rom / Staatsoperette Dresden
- Richard Wagner – Der fliegende Holländer / Staatstheater Braunschweig